# Остання любов на Землі
«Остання любов на Землі» (англ. Perfect Sense — «Ідеальне відчуття»Perfect Sense — «Ідеальне відчуття») — фантастична мелодрама британського режисера Девіда Маккензі. Головні ролі у фільмі виконали Юен Макгрегор і Ева Грін. Зйомки проходили в Глазго. Світова прем'єра фільму відбулася 24 січня 2011 року в рамках кінофестивалю Санденс. Англомовна критика поставилася до стрічки Маккензі стримано, і в британському прокаті фільм провалився.

## Сюжет
Дія картини протікає в Глазго. Випадкова зустріч шеф-кухаря Майкла і епідеміолога Сьюзен переходить в пристрасний роман. Коханці не можуть насититися одне одним. Події розвиваються на тлі загадкової епідемії, що охопила населення Землі. Протягом місяців людство втрачає одне почуття за іншим. Спочатку зареєстровані випадки втрати нюху, потім — смаку. При цьому перед цим люди відчувають надзвичайне його загострення і найсильніший емоційний підйом, а втрата почуття супроводжується депресією.
Люди як можуть, виживають у нових умовах. Сьюзен намагається розібратися з природою даного явища, з'ясувати, якими шляхами відбувається передача носіїв захворювання під умовним найменуванням S. O. S. (Severe Olfactory Syndrome — важкий нюховий синдром). Майкл на своїй роботі намагається компенсувати клієнтам неможливість отримувати задоволення від їжі. Ці починання успішні лише частково, і люди шукають все менше задоволень в предметах розкоші. Втрата слуху стає для Землі вже глобальною катастрофою. Їй передує спалах гніву та насильства. Сьюзен розриває відносини з Майклом. Через деякий час всіх жителів Землі охоплюють ейфорія і блаженство, всі відчувають взаємну теплоту і любов. Майкл і Сьюзан знову знаходять одне одного. Останній спалах почуттів передує загальній втраті зору.

## В ролях
| Актор            | Роль                                |
| ---------------- | ----------------------------------- |
| Юен Макгрегор    | Майкл                               |
| Ева Грін         | Сьюзан                              |
| Конні Нільсен    | Дженні, сестра Сьюзан               |
| Стівен Діллейн   | Стівен Монтгомері, начальник Сьюзан |
| Юен Бремнер      | Джеймс, напарник Майкла             |
| Деніс Лоусон     | начальник Майкла                    |
| Аластер Маккензі | колега Сьюзан                       |

## Критика
Критика картини виявилася різною і в основному негативною. Більшість фахівців зрівнювало картину з «Заразою» Содерберга, а також з сюжетно схожою зі «Сліпотою» Мейрелліша. Робота Девіда Маккензі в значно меншій мірі пов'язана з соціальною і науковою стороною загадкової епідемії. Картина присвячена чуттєвій і метафізичній стороні апокаліптичної події, що знайшла відображення на екрані в традиціях артхаусу.
На думку Джеймса Берардінеллі, творці картини так і не змогли як слід розпорядитися потенційно цікавим матеріалом, що потрапили в їхні руки. Це не любовна історія, і не фільм-дослідження «що-якщо». Критик Daily Telegraph назвав пафос картини хибним, а намагання розбудити співчуття глядачів документальними вставками — непереконливими. Variety зауважив, що основна проблема картини — невдалий сценарій зі спробою зв'язати воєдино несумісні елементи любовної історії та апокаліптики. Вдихнути життя у персонажів за сценарієм також не вдалося. Значну частину картини становлять сцени близькості головних героїв, які зняті досить відверто. Юен Макгрегор і Ева Грін мають багатий досвід в галузі кінематографічного інтиму. Ця частина картини була прийнята критиками прихильно. Оглядачі New York Times і Entertainment Weekly позитивно відгукнулися про чуттєву сторону і відзначили Макгрегора і Грін, що склали пару, яка добре виглядає на екрані

## Нагороди та номінації

### Нагороди
- 2011 — «Міжнародний кінофестиваль у Братиславі» — Приз глядацьких симпатій (Девід Маккензі)
- 2011 — премія Кращий новий британський повнометражний фільм Единбурзького міжнародного кінофестивалю за кращий фільм (Девід Маккензі, Джилліан Беррі)
- 2011 — премія Приз глядацьких симпатій (Заохочувальна премія) Філадельфійського кінофестивалю (Девід Маккензі)

### Номінації
- 2011 — номінація на премію «BAFTA Scotland» — Улюблений шотландський фільм
- 2011 — номінація на премію «BAFTA Scotland» — Кращий режисер (Девід Маккензі)
- 2011 — номінація на премію «BAFTA Scotland» — Кращий художній фільм (Джилліан Беррі)